# Kombai (ort i Indien)
Kombai är en ort i Indien.   Den ligger i distriktet Theni och delstaten Tamil Nadu, i den södra delen av landet, 2 100 km söder om huvudstaden New Delhi. Kombai ligger 431 meter över havet och antalet invånare är 13 209.
Terrängen runt Kombai är varierad, och sluttar österut. Runt Kombai är det tätbefolkat, med 459 invånare per kvadratkilometer. Närmaste större samhälle är Cumbum, 12,3 km söder om Kombai. Trakten runt Kombai består till största delen av jordbruksmark.